# Love Forever (加藤ミリヤ×清水翔太の曲)
「Love Forever」（ラブ・フォーエバー）は、2009年5月13日に発売された日本のシンガーソングライター・加藤ミリヤと清水翔太によるコラボレーション・シングル。なおコラボレーションの位置上だが、今作では加藤のシングルとしてカウントされるため、15枚目のシングルとなる。

## 概要
二人は清水が正式にメジャー・デビューする以前、2007年に一度セリーヌ・ディオンのトリビュート・アルバム『セリーヌ・ディオン・トリビュート』のなかで「アイム・ユア・エンジェル」をカヴァーしている。その後、清水が2008年11月にニューヨークのアポロシアターで公演した際に同じ事務所の加藤と再会し、その時意気投合したことを切っ掛けに今回のコラボレーションに至っている。
コラボレーションした加藤と清水は同い年である。表題曲の「Love Forever」はラブソングであるが男女のラブソングを歌うことはしたくなかったといい、今の2人にしかできない歌をつくるということを前提に制作された。タイトルにあるLoveは“音楽に対する愛”を意味しているといい、この曲を聴いた人が好きな人や恋人、友達、家族、自分の夢などそれぞれのLoveの対象にしてもらえればいいと清水が述べている。
オリコンデイリーチャートでは1位を獲得。音楽配信の累計では280万ダウンロードを記録。

### ミュージック・ビデオ
- この楽曲のミュージック・ビデオは、レミオロメンの「Wonderful & Beautiful」や、秦基博の「鱗」などで高い評価を受ける野田智雄が監督を務めている[10][11]。
- ビデオは、2009年4月26日に音楽ビデオチャンネルにて解禁された。

## 収録曲
| #         | タイトル                      | 作詞                   | 作曲                   | 編曲                | 時間  |
| --------- | ----------------------------- | ---------------------- | ---------------------- | ------------------- | ----- |
| 1.        | 「Love Forever」              | Miliyah, Shota Shimizu | Miliyah, Shota Shimizu | 3rd Productions     | 5:14  |
| 2.        | 「Looking Your Eyes」         | Miliyah, Shota Shimizu | Miliyah, Shota Shimizu | MANABOON            | 5:20  |
| 3.        | 「I'M YOUR ANGEL」            | R・ケリー              | R・ケリー              | 3rd Productions     | 5:31  |
| 4.        | 「Love Forever INSTRUMENTAL」 |                        | Miliyah, Shota Shimizu | Shinichiro Murayama | 5:11  |
| 合計時間: | 合計時間:                     | 合計時間:              | 合計時間:              | 合計時間:           | 21:16 |

| #  | タイトル                     | 作詞 | 作曲・編曲 | 監督 |
| -- | ---------------------------- | ---- | ---------- | ---- |
| 1. | 「Love Forever MUSIC VIDEO」 |      |            |      |

## 収録アルバム
- Ring (#1) - 加藤ミリヤ
- M BEST (#1) - 加藤ミリヤ
- THE BEST (#1#2#3) - 加藤ミリヤ×清水翔太
- M BEST II (#1) - 加藤ミリヤ

## カバー
- 瑛人×yama - 加藤ミリヤの1stトリビュートアルバムINSPIRE収録。プロデュースは川谷絵音。